# Robert Sparrow
Robert Sparrow (1741-1822) est un propriétaire foncier et homme politique anglais qui siège à la Chambre des communes entre 1774 et 1775.

## Biographie
Sparrow est le fils aîné de Robert Sparrow de Worlingham Hall et de son épouse Anne Bence, fille de Robert Bence de Henstead, Suffolk et est baptisé le 24 octobre 1741. Il fait ses études à la Bury St.Edmunds Grammar School et est admis au Emmanuel College de Cambridge en 1759 et au Middle Temple en 1759. Il succède à son père à Worlingham Hall le 20 octobre 1765. Il épouse Mary Bernard, fille de Sir John Bernard, 4e baronnet, le 8 juillet 1771 .
Il est élu député de Bedford à l'élection générale de 1774 sous le patronage de son beau-frère Sir Robert Bernard, 5e baronnet, mais est démis de ses fonctions sur pétition le 23 mars 1775. Au cours de sa courte période au Parlement, il vote avec l'opposition le 22 février 1775 concernant John Wilkes et ne semble pas avoir parlé à la Chambre .

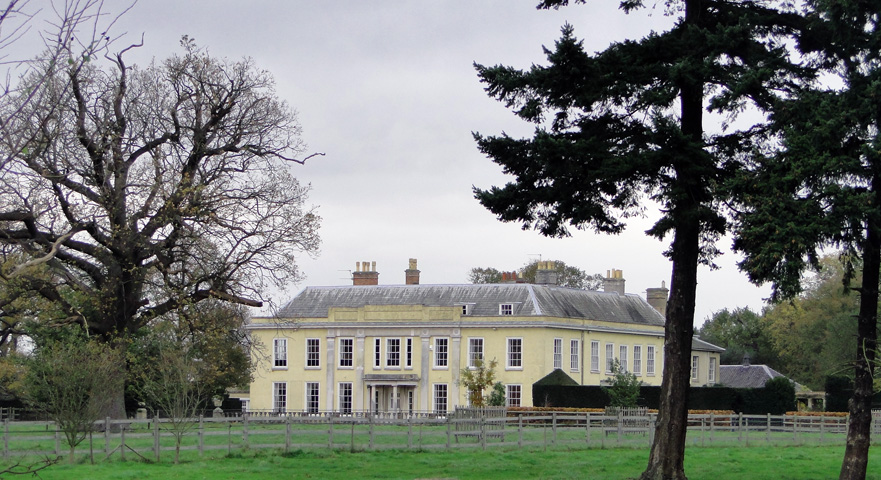
Worlingham Hall

Sparrow est le haut shérif du Suffolk en 1777–1778. Il envisage de se présenter de nouveau à Bedford en 1784 mais décide de ne pas le faire . En 1785, il décide de reconstruire Warlingham Hall et charge John Soane de produire des plans. Rien n'a été fait avec ces derniers et Soane a finalement été payé après la menace de procès en 1796 . Mary, l'épouse de Sparrow, est décédée le 9 février 1793 et il se remarie à Mary Brockhaus de Hardwick, Suffolk en 1797 . En 1800, il décide de procéder au développement du manoir et charge Francis Sandys de produire des plans révisés qui sont mis en œuvre .
Sparrow est mort le 8 mars 1822. Il a un fils Robert Bernard Sparrow et une fille Mary de sa première femme . Son fils s'est marié et a eu un fils, mais les deux sont morts avant lui. Sa fille Mary épouse Archibald Acheson (2e comte de Gosford) et hérite de Worlingham Hall .